# Кубасов, Александр Семёнович
Алекса́ндр Семёнович Куба́сов (25 августа [6 сентября] 1898, д. Случково Гороховецкого уезда Владимирской губернии — 15 октября 1986, Москва) — советский инженер-проектировщик автомобильных дорог, инженер-полковник. Главный организатор государственного проектного института «Союздорпроект» ГУШОСДОР НКВД-МВД СССР и его первый директор (1938—1958). Начальник дирекции строительства Московской кольцевой автомобильной дороги (МКАД) (1960-е).

## Биография
Родился 6 сентября (25 августа по старому стилю) 1898 года в деревне Случково Гороховецкого уезда Владимирской губернии Российской империи. Ранее детство провёл в Закавказье. Отец — Семён Иванович Кубасов, цеховой, происходивший из старинного рода удельных (раннее — дворцовых) крестьян Владимирской губернии. В конце XIX века уехал с женой на заработки в Иваново-Вознесенск, а в самом начале нового столетия перевёз семью в Баку, где получил должность начальника бригады ремонтников паровых котлов в судоремонтных мастерских Товарищества нефтяного производства братьев Нобель.
До начала Великой Отечественной войны Александр Семёнович поступил в одно из учебных заведений ГУШОСДОР НКВД СССР, которое, однако, окончил только после ВОВ. С мая 1920 года — на службе в органах НКВД. А уже с 1938 (по другим данным, с 1939) года Александр Кубасов — военинженер 2-го ранга, главный организатор Союздорпроекта ГУШОСДОР НКВД, который он возглавлял вплоть до 1958 (по другим данным, до 1952) года.
Один из важнейших этапов начала работы Кубасова в должности руководителя Союздорпроекта — строительство шоссейной дороги Новоград-Волынский — Ровно — Дубно — Львов, когда по личному приказу народного комиссара внутренних дел СССР Л. П. Берии он был назначен начальником экспедиции по её проектированию и строительству.
Приказ НКВД СССР № 0315 «о строительстве шоссейной дороги Новоград-Волынский — Ровно — Дубно — Львов от 25 сентября 1939 года»:

«4. Проектирование дороги возлагается на Союздорпроект Гушосдора. Начальником экспедиции назначаю начальника Союздорпроекта Гушосдора т. Кубасова А. С. <...> Начальнику Союздорпроекта т. Кубасову сформировать к 28 сентября 6 проектно-изыскательских партий и с 1 октября приступить к работам».

За время работы Кубасова в должности директора, созданная им всесоюзная проектно-изыскательская организация в предвоенные годы перестроила множество автогужевых дорог на современные по тем временам асфальтовые и цементобетонные трассы, а в годы войны разработала и осуществила ряд серьёзных проектов по строительству не только так называемых «пионерных» (временных) дорог и рокад (объездных), но и наплавных мостов и 
 паромных переправ, необходимых советским войскам для продвижения.
Одним из главных проектов Кубасова, осуществлённых в первые месяцы войны, был проект строительства временной кольцевой автодороги вокруг Москвы. Создание этой дороги было крайне важно, так как её стратегическое значение способствовало разгрому немецко-фашистских войск под Москвой.
Зам. нач. ГУШОСДОРа И. А. Засов. «Дорога к Победе»:

«Уже через десять минут мы вошли в кабинет В. Т. Федорова. Срочно был вызван начальник Союздорпроекта А. С. Кубасов. И мы все склонились над крупномасштабной картой Московской области. Мнение у всех одно: соединить все имеющиеся части будущего кольца и подходы к радиальным трассам, через Москву-реку и через канал Москва-Волга перекинуть наплавные мосты. Часа через два на карте стали вырисовываться контуры изломанного кольца».

Весной 1945 года под руководством Кубасова Союздорпроектом был разработан для ГУШОСДОРа НКВД типовой генеральный план лагеря на 600 заключённых, главным образом, на военнопленных немцев, труд которых в послевоенные годы успешно использовался при восстановлении дорог и строительстве новых магистралей.
По данным на 1944 год и апрель — май 1945 год А. С. Кубасов находился в звании инженер-майора, а уже в начале 1960-х годов носил звание инженер-полковника и возглавлял дирекцию строительства МКАД.
За выдающиеся заслуги в деле проектирования и развития технологий строительства автодорог Кубасов был награждён высшей наградой СССР — орденом Ленина, а также был удостоен ордена Отечественной войны I степени, ордена Красной Звезды и нескольких медалей.
Умер Александр Кубасов 15 октября 1986 года. Похоронен вместе с женой Корсаковой Екатериной Степановной на Ваганьковском кладбище в Москве.

## Интересные факты
Отец Александра Кубасова был кровным родственником Ивана Андреевича Кубасова (вязниковского мещанина, управляющего на вязниковской механической льноткацкой фабрике купца В. В. Елизарова, деда советского космонавта Валерия Кубасова). В свою очередь, сам Александр Кубасов приходился родным дядей советскому разведчику и журналисту Николаю Матусу.

## Адреса в Москве
Арбат, Смоленская площадь (м. Смоленская), дом 13/21 (дом работников НКВД).